# Globe van Hunt-Lenox

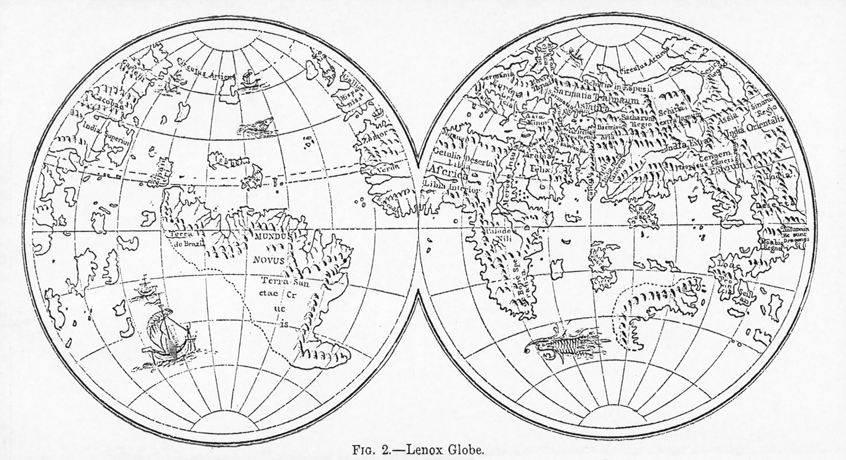
Een afbeelding van de kaart op de globe van Hunt-Lenox, uit de Encyclopaedia Britannica van 1874

De globe van Hunt-Lenox is een van de oudste bewaard gebleven globes en zij werd in 1510 gemaakt. De globe is in het bezit van de New York Public Library. Het is een van de twee enige cartografische producten die daadwerkelijk de spreekwoordelijke tekst HC SVNT DRACONES (Latijn, hic sunt dracones, hier zijn draken) draagt. 

## Beschrijving
De globe is een holle koperen bol van 112 millimeter doorsnede. Ze werd in twee helften vervaardigd, die langs de evenaar zijn samengevoegd. Gaten in de polen zouden erop kunnen wijzen dat de globe onderdeel was van een groter geheel, wellicht een astronomische klok.
De wereldkaart is in het koper gegraveerd. Van het continent Amerika is alleen de zuidelijke helft afgebeeld, op de plek van Noord-Amerika liggen verspreid wat eilanden. De tekst HC SVNT DRACONES staat aan de oostkust van een schiereiland/continent ten zuiden van India.

## Geschiedenis
Na de Erdapfel uit 1492 werd een globe uit twee halve struisvogeleieren vervaardigd, mogelijk in 1504. De Duitse cartograaf Martin Waldseemüller, naamgever van het continent Amerika, heeft kaartmateriaal voor globes vervaardigd, maar daarvan is niets bewaard gebleven dat daadwerkelijk op een bol is aangebracht. De globe van Hunt-Lenox werd rond 1510 vervaardigd, volgens een expert als kopie van de globe uit struisvogeleieren. De globe lijkt zeer sterk op de Globus Jagellonicus die eveneens rond 1510 in Parijs werd gemaakt.
De globe van Hunt-Lenox moet eeuwenlang in één of meer privécollecties bewaard zijn. Ze werd in 1855 in Parijs aangeschaft door de Amerikaanse architect Richard Morris Hunt. Deze schonk de globe later aan James Lenox, wiens collectie vervolgens deel ging uitmaken van die van de bibliotheek van New York. Het bronzen onderstel en de meridiaan- en horizonringen werden door de bibliotheek in 1937 toegevoegd. Begin 2015 is er een digitale 3D-scan van gemaakt, voor publieks- en studiedoeleinden.